# Casella
Pour les articles homonymes, voir Casella (homonymie).
Casella est une commune italienne de la ville métropolitaine de Gênes en Ligurie.

## Géographie
Elle est située dans la vallée de la Scrivia à environ 30 km de Gênes. 
 Elle est desservie par un chemin de fer à voie étroite connu sous le nom de  Trenino di Casella qui grimpe sur la montagne offrant aux touristes un panorama imprenable.

## Histoire
Placée au carrefour de routes importantes, Casella a connu dans le passé un grand développement économique, lié au commerce et aux transports entre le chef-lieu ligure et les grandes villes de la plaine du Pô.
Jusqu'à ce que les droits féodaux soient complètement supprimés, en 1797, la commune (dénommée Redigabio) appartint au fief des Fieschi.
Le 17 février 1747, elle fut incendiée par les Génois, dont la république combattait l'invasion des Habsbourg, qu'elle accusait de favoriser la population locale.
Au XIXe siècle, Casella fut surnommée la petite Suisse du fait de son grand essor touristique (surtout fréquentée par la bourgeoisie génoise).

## Économie
L'économie communale se base sur l'industrie (confection, mécanique, électronique), sur l'artisanat et le tourisme.

## Culture
Sur le plan artistique, les Fieschi ont beaucoup apporté : le Palais Fieschi sur la place principale et le château dominent Casella.
L'église Santo Stefano, d'un grand intérêt, abrite la  Natività della bottega de Domenico Fiasella et l'Incontro della Vergine con Santa Elisabetta de Giovanni Andrea de Ferrari, et l'Oratoire de Sant’Antonio.

## Administration
Casella fait partie de la communauté de montagne Comunità Montana Alta Valle Scrivia avec neuf autres communes.
| Période                                  | Période  | Identité              | Étiquette | Qualité |
| ---------------------------------------- | -------- | --------------------- | --------- | ------- |
| 14 juin 2004                             | En cours | Marco Angelo Baffetti |           |         |
| Les données manquantes sont à compléter. |          |                       |           |         |

### Hameaux
Avosso, Carpeneta, Cortino, Parata, Regiosi, Salvega, Stabbio.

### Communes limitrophes
Montoggio, Savignone, Serra Riccò, Valbrevenna.